# Molophilus (Molophilus) bihamatus
Molophilus (Molophilus) bihamatus is een tweevleugelige uit de familie steltmuggen (Limoniidae). De soort komt voor in het Palearctisch gebied.